# Gheorghe Șalaru
Gheorghe Șalaru (n. 14 noiembrie 1961, satul Gradiște, raionul Cimișlia) este un politician din Republica Moldova, care între 2009 și 2014 a îndeplinit funcția de Ministru al Mediului. Este președintele Organizației Teritoriale a Partidului Liberal din raionul Cimișlia. Consultant în dezvoltare comunitară, PNUD Moldova..

## Studii
- 1976-1980: Colegiul zooveterinar, specialitatea zootehnia;
- 1980-1985: Universitatea de Stat din Moldova, facultatea istoria;
- 1998-2001: Academia de administrare publică, specialitatea management;
- 2005-2006: Masterat în Advocacy și Politici, CReDO.

## Activitate profesională
- 1985-1987: Profesor școlar;
- 1987-1997: Directorul Școlii nr. 3 "Mihai Eminescu" din or. Cimișlia;
- 1997-1999: Vicepreședinte Consiliului Executiv al r. Cimișlia;
- 1999-2001: Subprefect al județului Lăpușna;
- 2001-2003: Inspector școlar, consultant, expert „Pro Didactica”;
- 2004–2009: Consultant în dezvoltare comunitară, Fondul de Investiții Sociale din Moldova;
- 2009–prezent: Consultant în dezvoltare comunitară, PNUD Moldova.

## Activitate politică
Gheorghe Șalaru a deținut funcția de vicepreședinte al Consiliului Executiv al r. Cimișlia și a fost subprefect al județului Lăpușna. Participă la alegerile parlamentare din 1998 pe lista candidaților din partea Partidului Forțelor Democrate. Între anii 1999 și 2001 ocupă funcția de subprefect al județului Lăpușna.
În anul 2008 aderă la Partidul Liberal și organizează la 28 decembrie 2009 Conferința Organizației Teritoriale din r. Cimișlia. Este ales prin unanimitate de voturi președinte al Filialei PL din Cimișlia pe un mandat de 2 ani. Se implică activ în campaniile electorale din 5 aprilie și 29 iulie 2009, sporind considerabil numărul de alegători ai partidului în raion.
În rezultatul constituirii Alianței pentru Integrare Europeană și apariția premiselor pentru formarea noului guvern, Partidul Liberal îl înaintează pe Gheorghe Șalaru la funcția de Ministru al Mediului.